# Quinto Pompeu Falcão
Quinto Pompeu Falcão (em latim: Quintus Pompeius Falco) foi um senador e general romano nomeado cônsul sufecto para o nundínio de setembro a dezembro de 108 com Marco Tício Lústrico Brutiano. É conhecido principalmente por ter sido governador de várias províncias, especialmente da Britânia, onde recebeu a visita do imperador Adriano.

## Nome
Seu nome completo era Quinto Róscio Célio Murena Sílio Deciano Vibúlio Pio Júlio Eurícles Herculano Pompeu Falcão (em latim: Quintus Roscius Coelius Murena Silius Decianus Vibullius Pius Julius Eurycles Herculanus Pompeius Falco), um claro exemplo de polionímia. Werner Eck demonstrou que Falcão era filho de Sexto Pompeu Falcão e Clódia Falconila, da Sicília, e identificou que Quinto Pompeu Pr[isco] era seu irmão. As mais antigas inscrições que o mencionam, da época de seu mandato como governador da Mésia Inferior (115-118), utilizam o nome Quinto Róscio Murena Célio Pompeu Falcão (em latim: Quintus Roscius Murena Coelius Pompeius Falco), o que indica que, em algum momento, ele foi adotado por outro senador que esperava perpetuar seu nome e sua linhagem, mas o nome deste senador tem sido motivo de disputas. Tanto Ronald Syme quanto Anthony Birley identificam-no como sendo Marco Róscio Célio, cônsul sufecto em 81. Segundo Olli Salomies, é possível também que tenha sido o procônsul da Bitínia e Ponto, Marco (Róscio) Murena, seu filho, Marco (Róscio) Murena, ou seu neto, Marco Róscio Quírnia Lupo Murena, questor em Creta e Cirenaica. Porém, ele mesmo afirma o pai adotivo de Falcão certamente teria o prenome "Quinto", como o de Falcão, e não "Marco" e, por isso, sugere que o pai adotivo seria um Quinto Róscio, provavelmente da Sicília, que pode ser parente de qualquer um dos Róscios já mencionados.
A inscrição mais recente a mencioná-lo, datada em 123, já usa seu nome completo. Assim, entre 115 e 123, Falcão acrescentou os elementos "Sílio Deciano Vibúlio Pio Júlio Eurícles Herculano" ao seu nome. Os dois primeiros são uma referência ao cônsul sufecto em 94, Lúcio Sílio Deciano. Os últimos são do último dos euríclidas de Esparta, Caio Júlio Eurícles Herculano, que morreu entre 136 e 137. Os elementos "Vibúlio Pio" vem de outro senador, Lúcio Vibúlio Pio, que adotou Eurícles Herculano em seu testamento. O fato é que estes nomes revelam a complexa rede social que Falcão construiu à volta de si durante sua vida, um elemento quase sempre desconhecido sobre a vida de seus contemporâneos.

## Carreira
Uma inscrição descoberta em Hierápolis no Piramo (moderna Castabala, na Cilícia), fornece os detalhes da carreira de Falcão. Ele começou como membro de um dos quatro comitês dos vigintíviros, o dos decênviros das ações julgadas (decemviri stlitibus judicandis), um passo considerado como o primeiro para os que desejavam entrar para o Senado Romano. Uma carta de Plínio, o Jovem a Falcão, escrita em 97, ajuda a definir a data de seu próximo posto, o de tribuno da plebe, e indica que ele teria nascido por volta de 70. Ainda na função, Falcão pelo menos uma vez utilizou sua prerrogativa de veto intercedendo, sem sucesso, em nome de Aulo Dídio Galo Fabrício Vejento, um favorito do odiado imperador Domiciano e três vezes cônsul, durante a tumultuada sessão do Senado na qual Plínio acusou Publício Certo. Apesar da defesa de Vejento, Plínio não se ofendeu por causa do ato de Falcão — ou, pelo menos, não demonstrou descontentamento em suas cartas posteriores a Falcão. Segundo o historiador William McDermott, Falcão serviu em seguida como pretor peregrino em 99 ou 100.
Birley descreve a carreira de Falcão como "indistinta" até ele ser colocado no comando da V Macedônica durante a Campanha dácia de Trajano (101-102), o que lhe valeu uma condecoração. Depois do final da guerra, ele foi nomeado governador da Lícia e Panfília e, depois, da Judeia — Birley especula que a anexação do território que tornar-se-ia a província da Arábia Pétrea "tornou desejável nomear uma pessoa particularmente experiente para a província vizinha". Seu consulado foi logo em seguida e é possível que ele o tenha exercido in absentia.
Ao retornar a Roma, Falcão foi nomeado o primeiro superintendente da Via Trajana. Segundo McDermott, apesar de este não ser um posto de grande importância, especialmente para um consular com tamanha experiência, a preocupação de Trajano com estradas e com infraestrutura era grande, especialmente por que a Via Ápia, que atravessava os Pântanos Pontinos não tinha condições de tráfego. A missão de Falcão, era, portanto, construir a estrada, uma tarefa que ele completou em 112. Depois de uns poucos anos como privatus, Falcão serviu como governador da Mésia Inferior, onde sua presença foi atestada entre 116 e 117. Sua nomeação para a Britânia veio logo em seguida, "um dos primeiros atos de Adriano" segundo Birley.
De fato, a "História Augusta" relata que Adriano, quando se tornou imperador, teve que enfrentar uma série de revoltas por todo o Império, incluindo a Britânia, onde "não era possível manter os britanos sob controle romano". Sheppard Frere sugere que os brigantes estavam à frente da revolta e que eles mantinham estreitos laços com os sélgovas e novantas do sul da Caledônia. Apesar da falta de detalhes sobre esta revolta, uma inscrição recuperada em Jarrow e moedas comemorativas cunhadas em 119 atestam o suposto sucesso de Falcão em reprimi-la. Uma referência feita pelo orador Frontão aos muitos soldados mortos na Britânia no reinado de Adriano tem sido sugerida como um indicativo de que a vitória foi duramente conquistada. Porém, Frontão pode estar fazendo referência a outro conflito. Em 122, Adriano visitou as ilhas Britânicas e decretou várias reformas, incluindo a construção da famosa Muralha de Adriano. Para implementá-las, porém, Adriano substituiu Falcão por Aulo Platório Nepos antes de retornar a Roma.
Apesar de ter chegado em Roma tarde demais para participar do sorteio (sortitio) das províncias proconsulares para aquele ano, no ano seguinte Falcão foi nomeado procônsul da Ásia para o período de 123 e 124, um posto considerado como o ápice de uma carreira senatorial vitoriosa. Segundo McDermott, os dois cargos anteriores de Falcão foram difíceis e que ele provavelmente passou seus anos nestas províncias distantes sem sua família; já no caso da Ásia, há evidências de que sua esposa e seu filho o acompanharam. Ao término de seu mandato, Falcão se retirou para suas propriedades, provavelmente perto de Túsculo.
A última menção a Falcão foi numa carta do jovem Marco Aurélio a Frontão, provavelmente escrita em 143, na qual ele conta sobre uma visita a Falcão três anos antes na qual o já idoso senador e general mostrou ao jovem Marco Aurélio e ao seu pai sua propriedade e mostrou uma árvore com muitos galhos que ele chamava de "catachanna".

## Família
Falcão se casou com Sósia Pola, filha de Quinto Sósio Senécio, cônsul em 99 e 107, e neta de Sexto Júlio Frontino, três vezes cônsul (97, 98 e 100), provavelmente em 108, logo após a sua volta da Judeia, ou pouco depois. Eles tiveram pelo menos um filho, Quinto Pompeu Sósio Prisco, cônsul em 149.